# Casa Chama
A Casa Chama é uma organização da sociedade civil criada em 2018 para prestar assistência a pessoas trans e travestis na cidade de São Paulo. Cofundada por Matuzza Sankofa e Digg Franco, defende os direitos da população trans no Brasil, denunciando as constantes violações dos direitos humanos que esta comunidade enfrenta. A organização oferece assistência jurídica, de saúde, habitação, empregabilidade, cultura, educação e segurança.
Em 2021 a Casa Chama assistia diretamente a 350 pessoas, 90% residentes em São Paulo e 85% em situação de profunda vulnerabilidade social. Durante a pandemia de COVID-19 no Brasil, a Casa Chama realizou mais de 2.000 atendimentos para garantir que as pessoas trans pudessem exercer os seus direitos. Ainda em 2020, 70 pessoas foram beneficiadas com o auxílio moradia da ONG, além de outras 250 que tiveram atendimento médico contínuo viabilizado pela casa na UBS - Centro de Saúde Escola Barra Funda. Em 2021 a organização estimava impactar cerca de 183 mil pessoas direta e remotamente pelas suas ações.
Em 2021 a Casa Chama esteve em risco de fechar devido à falta de apoios financeiros. Em 2023, Leonardo Letelier, fundador e CEO da Sitawi Finanças do Bem, organização que atua no desenvolvimento de soluções financeiras inovadoras para impacto socioambiental positivo, criou o primeiro Fundo Patrimonial do país voltado para questões LGBTQIA+ e o Fundo Trans – Casa Chama, iniciativa para garantir a rentabilidade da Casa Chama.